# 灵源镇
灵源镇，是中华人民共和国陕西省咸陽市乾县下辖的一个乡镇级行政单位。

## 行政区划
灵源镇下辖以下地区：
五星村、苏坊村、灵源村、紫石村、市兴村、延河村、孝义村、大王村和佛吕村。